# Cwmtwrch
Cwmtwrch (Cwm-twrch en gallois : « la vallée du sanglier ») est une petite ville du Pays de Galles, située à une vingtaine de kilomètres au nord-est de Swansea. La bourgade est divisée en deux parties, Upper Cwmtwrch / Cwm-twrch uchaf et Lower Cwmtwrch / Cwm-twrch isaf : c'est-à-dire Cwmtwrch supérieur et inférieur – une ancienne ligne de chemin de fer ayant, par le passé, séparé Cwmtwrch en deux. Cette séparation, compte tenu de la petite taille de la ville, fait maintenant sourire.
La ville est connue pour sa source (ffynon) naturelle qui est très sulfureuse et dont l'eau a donc une forte odeur d'œufs pourris. Il parait cependant que cette eau permet de guérir certaines maladies et des gens viennent de très loin (par exemple d'Argentine) pour en boire... [citation nécessaire]

## Personnalité
Clive Rowlands, ancien capitaine et entraîneur de l'Équipe du Pays de Galles de rugby à XV, y est né en 1938.